# Alessandra Scala
Alessandra Scala, född 1475 i Colle di Val d'Elsa, död 1506, var en florentisk humanist. 
Hon betraktades av samtiden som en förebild för humanistisk bildning för sina studier i latin och grekiska, och brevväxlade med samtida humanister som Cassandra Fedele och Angelo Poliziano.
Hon tillhör de tidigaste kvinnliga skådespelare kända i Europa under medeltiden. Hon uppträdde i rollen som Electra i en amatöruppsättning av Sofokles Electra i Florens.